# Silberhausen
Silberhausen è una frazione della città tedesca di Dingelstädt.

## Storia
Il 1º gennaio 2019 il comune di Silberhausen venne aggregato alla città di Dingelstädt.